# Der Jüngling
Der Jüngling (auch: Ein grüner Junge, Junger Nachwuchs, Werdejahre, Ein Werdender; russisch: Подросток, Podrostok) ist ein 1875 in Russland veröffentlichter Roman von Fjodor Dostojewski. Neben Schuld und Sühne, Der Idiot, Die Dämonen und Die Brüder Karamasow zählt die Arbeit zu den fünf „großen“ Romanen, die im Zentrum von Dostojewskis literarischem Werk stehen. Von diesen ist er der am wenigsten gelesene.

## Inhalt

### Personen
Wie in anderen Romanen (Die Brüder Karamasow, Die Dämonen) thematisiert Dostojewski auch in „Der Jüngling“ den Vater-Sohn-Konflikt und die Frage nach den wahren und den falschen Vätern.
Arkadi Makarowitsch Dolgoruki:
Der zum Erzählzeitpunkt 19-jährige Protagonist ist der außereheliche Sohn des adligen Gutsherren Andrei Wersilow mit dem Dienstmädchen Sofia. Diese ist aus Versorgungsgründen mit dem viel älteren, ehemaligen Leibeigenen Makar Dolgoruki verheiratet, der seine Frau an ihren Liebhaber freigibt und auf Pilgerschaft geht. Arkadi lebt als Kind und Jugendlicher von seinen Eltern getrennt in Moskauer Pensionen und besucht ein Gymnasium. Der von ihm empfundene Makel seiner „niederen“ Geburt und damit seiner gesellschaftlichen Außenseiterrolle und seiner familiären Isolation führen immer wieder zu, teilweise von ihm selbst durch Preisgabe seiner Situation provozierten, Demütigungen durch seine Mitschüler und Lehrer. Obwohl er intelligent ist und an der Universität studieren könnte, verwirft er diese Möglichkeit, weil er eine „Idee“ verfolgt: Da ihn entwicklungsbedingt der Umgang mit anderen Menschen verstört und er sich nach Einsamkeit sehnt, glaubt er diese nur durch Macht und Reichtum erlangen zu können und ist überzeugt, „reich wie Rothschild“ werden zu können, wenn er seinen Willen nur stark genug anstrengt und Kopeke für Kopeke spart. Dabei ist für ihn das Geld nur Mittel zum Zweck: Es geht ihm vor allem um Autonomie und Freiheit und nicht um den kommerziellen Aspekt oder die Nutzung des Geldes für einen gehobenen Lebensstandard. Reichtum und Macht als solche interessieren ihn eigentlich gar nicht. Nach Erlangung des Ziels würde er sein Vermögen verschenken:

„Ich brauche das Geld nicht, oder sagen wir richtiger, ich brauche nicht das Geld, und nicht einmal die Macht; ich brauche nur das, was man durch Macht erwirbt und was man auf keine Weise ohne Macht erlangen kann; und das ist das einsame und ruhige Bewusstsein der Kraft. Das ist die erschöpfteste Bezeichnung dessen, was man ‚Freiheit‘ nennt und um die sich die ganze Welt so abquält. ‚Freiheit!‘ Endlich habe ich es hinausgeschrieben, dieses großes Wort …“

Nach der Rückkehr zu seiner Familie nach Petersburg gerät er in ein privates und gesellschaftliches Spannungsfeld und seine Lebensvorstellungen ändern sich durch einen Lern- und Reifungsprozess, den er in seinen Aufzeichnungen darstellt. Dolgoruki wird häufig auf seinen Nachnamen angesprochen, der von Juri Dolgoruki (wörtlich: Langhand) bekannt ist.
Andrei Petrowitsch Wersilow:
Arkadis und Lisas Vater ist ein verarmter Adliger, der sich als 25-jähriger Witwer in Sofia verliebt. Aus seiner Ehe hat er zwei Kinder (Anna, Andrei). Er hat sein halbes Leben im europäischen Ausland verbracht und sich dort die „Genfer Ideen“ angeeignet, d. h. die Gedanken Voltaires und der Aufklärung, die die menschliche Vernunft an die Stelle Gottes gesetzt haben. Diese Ideen haben Wersilow zu einem einsamen Menschen gemacht.
Für Arkadi ist Wersilow bisher eine geheimnisvolle, interessante Persönlichkeit, die er immer idealisiert hat. In seinen Aufzeichnungen beschreibt er die Entdeckung des ambivalenten Charakters des Vaters: Er hat neben dem vernünftigen einen unkontrollierten, von Leidenschaften besessenen „Doppelgänger“, was sich in seiner Hass-Liebe zu Katerina Achmakow und der zwischen Trennungen und Rückkehr schwankenden Beziehung zu Sofia zeigt. Einerseits ist er liebevoll und großzügig zu seiner illegalen Familie, andererseits vergisst er sie immer wieder, geht seine eigenen Wege und verfolgt seine Interessen.
Auf der Suche nach einer Vaterfigur begegnet Arkadi einem ganzen Spektrum verschiedener Persönlichkeiten, die charakterlich und ideologisch  im Kontrast zu Wersilow stehen:
Nikolai Semjonowitsch:
Bei ihm, seinem väterlichen Freund, und seiner Frau Marja wohnt der Gymnasiast in seiner Moskauer Zeit. Ihm gibt er seine Aufzeichnungen zu lesen und bittet um seine Meinung, die ihm dieser in den im letzten Romanabschnitt, gewissermaßen dem Schlusswort, abgedruckten Briefauszügen mitteilt. In Arkadis „zufälliger“ Familie sieht er keinen Einzelfall, sondern einen Typus seiner Zeit der sich auflösenden Ordnung und des falschen Fortschritts durch „dumme und lächerliche Utopien“.
Fürst Nikolai Sokolski:
Bei ihm ist Arkadi anfänglich als Privatsekretär, eigentlich jedoch als Gesprächspartner und junger Freund angestellt. Er repräsentiert das großherzige aristokratische Mäzenatentum, indem er z. B. junge Mädchen mit Mitgift ausstattet, damit sie standesgemäß heiraten können. Zeitweise führt ihn die Großzügigkeit in verschwenderische Grenzsituationen, die dazu führen, dass seine Tochter erwägt, ihn für unmündig erklären zu lassen.
Makar Dolgoruki:
Sofias Ehemann kehrt nach langer Pilgerschaft todkrank zu ihrer Familie zurück und beeindruckt Arkadi durch sein orthodoxes Christentum der Nächstenliebe, der Vergebung und der Bedürfnislosigkeit, das frei ist von den materiellen äußerlichen Ansprüchen und Normen der Gesellschaft. Er beeinflusst Arkadi zu einer Revision seiner Idee, durch Reichtum Autonomie und Freiheit zu erreichen.
Die sich im Romanverlauf zunehmend differenzierende Vater-Sohn-Beziehung ist beeinflusst durch das Spektrum der dabei beteiligten Frauen, das typisch ist für Dostojewskis Romane:
Sofia Dolgoruki und ihre Tochter Lisa:
Sofia ist Vertreterin der Dienstpersonalschicht, deren Vorfahren Leibeigene waren. Sie und, in Wiederholung ihres Schicksals, Lisa haben eheähnliche Verhältnisse mit Adligen und sind in deren Kreisen nicht als gleichwertig anerkannt. Als Dostojewski'scher Frauentypus zählen sie dagegen zu den moralisch am höchsten stehenden Menschen, denn sie verkörpern als aufopferungsbereite, alles verstehende und verzeihende Liebende die Form der Agape. Sofia erträgt alle Demütigungen und ist sogar bereit, einer Ehe Wersilows mit Katerina bzw. deren kranker Stieftochter Lydia zuzustimmen. In ähnlicher Weise steht Lisa auch nach seiner Verhaftung zu ihrem Geliebten, dem durch seine Spielsucht verschuldeten und wegen Betrugs angeklagten jungen Fürsten Serjosha Sokolski, und kümmert sich um dessen Kind aus der Affäre mit Lydia Achmakowa.
Katerina:
Die Tochter des alten Fürsten Sokolski und junge Witwe des Generals Achmakow repräsentiert als elegante Gesellschaftsdame die Kategorie des Eros. Sie genießt die Formen des standesgemäßen adligen Lebens und wird lange Zeit von Arkadi, unter dem Einfluss seines Vaters, ohne dessen Motive zu kennen, einerseits als substanzloses, am Geld des Vaters interessiertes Wesen angesehen, andererseits wegen ihrer edlen Erscheinung geliebt. Die zügellose leidenschaftliche Liebe Wersilows weist sie vernunftorientiert als für beide zerstörerisch und lebensbedrohend ab. Ebenso erkennt sie die finanziellen Interessen, die hinter Baron Bjorings Werbung stecken und bereut ihren Brief an ihren Bekannten Andronikow, in dem sie um Rat für eine eventuelle Entmündigung ihres damals geistig verwirrten Vaters gebeten hat.
Anna:
Wersilows eheliche Tochter bleibt für Arkadi lange ein Rätsel. Er sieht sie, Katerina ähnlich, als vorwiegend materiell orientiert und vermutet, allerdings zu Unrecht, dass sie zielgerichtet und intrigant, zusammen mit ihrem Bruder Andrei und dem Betrüger Lambert, eine Versorgungsehe mit dem alten Fürsten ansteuert. Hintergrund ihrer Versuche, das Dokument von Arkadi zu erhalten, ist jedoch die Befürchtung, dass Sokolski von seiner durch Baron Bjoring beeinflussten Tochter in einem Pflegeheim isoliert und entmündigt wird.

### Handlung
Die von Arkadi in seinen Aufzeichnungen erzählte, ca. drei Monate dauernde Haupthandlung beginnt mit der Rückkehr des 19-jährigen, bisher in Moskau lebenden Gymnasiasten zu seiner Familie, die in einem Dauerzustand von ihrer Wohltäterin und entfernten Verwandten Tatjana Prutkowa finanziell gestützt wird, nach Sankt Petersburg. Wersilow möchte seinen Sohn kennenlernen, Arkadi begegnet ihm in einer Mischung aus Ablehnung und Bewunderung.
Der Jüngling ist nicht nur auf der Suche nach seinem Vater, den er durch eine einmalige Begegnung in seiner Kinderzeit als strahlende Märchenfigur in Erinnerung hat, die ihn erlösen könnte, sondern auch nach seinem Lebensziel. In dieser Zeit der Orientierungslosigkeit kommt er in Kontakt mit verschiedenen gesellschaftlichen und ideologischen Gruppen: ein Kreis von Anhängern der Revolution (Wassin, Dergatschow, Krafft), großspurige Verschwender und Spieler (Fürst Serjosha), adlige Wohltäter (Fürst Sokolski, Tatjana Prutkowa), auf Mieteinnahmen angewiesene Wirtsleute (Pjotr Ippolitowitsch) bzw. verarmte Witwen (Darja) und ihre Kinder (Olga), Lamberts Bande. V. a. Arkadis gemischte Familie ist ein Abbild der verschiedenen sozialen und persönlichen Konfliktfelder und gesellschaftlicher Strukturen.
Arkadi interessiert sich für die vernunftorientierten, aufgeklärten Ideen des Vaters, die im Gegensatz stehen zu dessen aufwändigem Lebenswandel und der Vernachlässigung seiner Familie. Zur Zeit prozessiert er wegen einer Erbschaft gegen Namensverwandte seines früheren Freundes Fürst Sokolski, mit dessen Tochter Katerina ihn ein Hass-Liebesverhältnis verbindet. Durch zwei ihm übergebene Briefe wird Arkadi in beide Konflikte hineingezogen. Das eine Dokument, das den Anspruch der Prozessgegner Wersilows stützt, übergibt er dem Vater, worauf dieser, trotz seiner finanziellen Nöte, auf das inzwischen ihm vom Gericht zugesprochene Geld verzichtet und dadurch die Bewunderung des idealistischen Sohnes erreicht. Den anderen Brief, der Katerina belastet, ihren alten und verschwenderischen Vater evtl. für unzurechnungsfähig erklären zu lassen, hält er dagegen zurück und ist, wegen der für ihn undurchschaubaren personalen Beziehungen, unsicher, ob er ihn als Kampfmittel einsetzen soll. Sowohl Wersilow als auch dessen legale Tochter Anna sind an diesem Brief interessiert, denn wenn Nicolai Sokolski von den Überlegungen seiner Tochter erführe, könnte er sie in seiner Enttäuschung und seinem Zorn enterben. Im Besitz des Briefes kann Anna also Katerina drohen, sich nicht ihrer Heirat mit dem alten Fürsten entgegenzustellen, und der eifersüchtige Wersilow wäre in der Lage, eine Vermählung Katerinas mit Baron Bjoring zu verhindern.
Die Entscheidung, wem er das Dokument überlässt, liegt nun allein bei Arkadi. Anna fühlt er sich verbunden, weil sie seine Halbschwester ist, aber in Katerina verliebt er sich. Diese punktuelle Freiheit und Macht, in deren Genuss er so unerwartet gelangt ist, versetzt ihn in Ekstase: Genau diesen Zustand hatte er mit seiner „Idee“ erreichen wollen (die für ihn damit hinfällig wird). In der Gesellschaft, in der er nun lebt, erweist Geld sich aber als eine die Menschen korrumpierende Gefahr. Arkadi lässt sich in seiner Entwicklungsphase davon anstecken, borgt Geld (Serjosha), lebt über seine Verhältnisse (Kleidung, Mietskutsche), gerät unter Gauner (Stebeljkow, Lambert) und gibt sich dem Glücksspiel hin.
Am Ende verliert Arkadi das Dokument an den Dieb Lambert, der es erst Anna, dann Katerina zum Kauf anbietet. In einem turbulenten Finale wird jedoch die Intrige entlarvt und dadurch die allgemeine Katastrophe aufgehalten: Lambert und seine Helfer müssen fliehen, Arkadi hindert den wahnsinnigen Wersilow an der Tötung Katerinas, dieser verletzt sich bei seinem Selbstmordversuch und wird von seiner Frau Sonja und seiner Tochter Lisa, die sowohl ihren Freund Serjosha als auch ihr gemeinsames Kind verloren hat, gepflegt. Anna und Katerina zeigen sich nach dem Tod des Fürsten als edle Menschen in Großzügigkeit bzw. Verzicht. Arkadi findet mit Hilfe seiner Aufzeichnungen zu sich selbst, beginnt ein Studium an der Universität und wird sich wohl eher an den Ideen seines Namensgebers Makar Dolgoruki als an denen seines biologischen Vaters Wersilow orientieren.

### Nebenhandlungen
In der komplexen Romanstruktur verbinden Motive, z. B. des Wahnsinns, der Duellforderung, des Selbstmords aus Ehre und Verzweiflung, Haupt- und Nebenhandlungen. Beispiele dafür sind Personen, denen Arkadi im Laufe der Handlung begegnet: der Selbstmörder Kraft, der sich erschießt, um seine obsessive Idee zu beweisen, dass der Russe ein zweitrangiges Wesen sei, oder die junge, mit ihrer Mutter Darja in Petersburg gestrandeten Olja (Olä), die ihr Leben verzweifelt durch Nachhilfestunden zu finanzieren sucht und sich aus Ehrgefühl erhängt, nachdem der mitleidige Wersilow ihr Geld gegeben hat, das sie, in einem Missverständnis, für einen Vorschuss auf Liebesdienste hält.

### Erzählsituation
Der Protagonist Arkadi erzählt in der Ich-Form die Geschichte seiner Entwicklung vom naiven Jugendlichen zum durch seine Fehler und Fehleinschätzungen der gesellschaftlichen Strukturen geläuterten neuen Menschen und legt somit selbstkritisch Rechenschaft ab. Dieser Prozess von einem sich selbst überschätzenden, sprunghaften und in seinen unreifen Anschauungen (seine „Idee“ und ihre Realisierung) und Beurteilungen der Menschen (z. B. Wersilows, Serjoshas, Lamberts und seiner Kumpane) widersprüchlichen Adoleszenten zu einer charakterlich gefestigten Persönlichkeit mit einem ethisch-selbstverantwortlichen Lebensziel (Studium, Religion) wird auch durch die unterschiedlichen Sprachebenen der Aufzeichnungen gespiegelt. Aber das ist nur die eine Seite seiner Versuche, die Situation angemessen zu erfassen. Die andere Seite ist sein Kampf mit der Stofffülle. Immer wieder unterbricht er die Handlungswiedergabe, um den Leser über ihm zum damaligen Zeitpunkt unbekannte Biographien, Beziehungsgeflechte und ihm von den Personen verschwiegenen Zusammenhänge (z. B. Lisas Verhältnis zu Serjosha und ihre Schwangerschaft, Wersilows ambivalente Leidenschaft für Katharina Achmakow und seine verschiedenen Heiratspläne) zu informieren. Wie Fürst Myschkin, die Hauptfigur des Romans „Der Idiot“, verstrickt sich Arkadi in der etwa drei Monate dauernden Haupthandlung in Petersburg in eine unüberschaubare labyrinthische Welt mit schwer durchschaubaren Vorgängen und nicht beeinflussbaren schicksalhaften Entwicklungen, doch er findet nach einer Situationsanalyse einen Zukunftsaspekt, den zu realisieren ihn Nikolai, sein Pensionsvater aus der Moskauer Gymnasialzeit, in seinem als Schlussabschnitts des Romans abgedruckten Brief ermutigt.

## Interpretation
Zentrales Thema des Romans ist eine gestörte Kommunikationssituation, die als Ursache, Symptom und Folge einer ins Chaos gleitenden Gesellschaft zu verstehen ist. Ihren Ausdruck findet sie im Schweigen der Figuren (etwa zwischen Wersilow und Sonja) ebenso wie in der ziellosen Geschwätzigkeit Arkadis. Die zeitgenössische Gesellschaft befindet sich in einem Zustand fundamentaler Unordnung und des Verfalls, und der Roman zeigt, wie die junge Generation in den Wirbel des Chaos gezogen wird. Sämtliche sozialen Bindungen lösen sich auf, am augenfälligsten die Institution der Familie: Arkadi hat einen biologischen und einen juristischen, aber keinen sozialen Vater; Vater (Wersilow) und Sohn (Arkadi) werben um dieselbe Frau (Katharina); Wersilows Tochter möchte Katharinas Vater heiraten und würde dadurch potenziell zur Schwiegermutter ihres eigenen Vaters. Alle Figuren der Handlung sind isoliert.
Wie alle fünf großen Romane ist auch für den Jüngling eine hohe Intertextualität charakteristisch. Der Geständnischarakter, den die Erzählung streckenweise hat, bezieht sich zum Beispiel auf Rousseaus Confessions.

## Entstehung und Veröffentlichung
Dostojewski schrieb den Roman in Sankt Petersburg im Anschluss an Die Dämonen und die Erzählung Bobok. Er bereitete ihn bereits seit Februar 1874 vor und legte, um sich ganz auf diese Arbeit konzentrieren zu können, im April die Schriftleitung der Zeitung Graschdanin nieder. Der Jüngling erschien in Fortsetzungen, d. h. als Feuilletonroman, vom Januar 1875 an in der liberalen Monatszeitschrift Otetschestwennye Sapiski. Dostojewski schloss die Arbeit Ende 1875 ab und wandte sich Anfang 1876 wieder seinem „Tagebuch“ zu.
Die erste Übersetzung des Romans ins Deutsche besorgte W. Stein (Junger Nachwuchs, 1886).

## Ausgaben
- Junger Nachwuchs. Wilhelm Friedrich, Leipzig 1886 (3 Bände. Übersetzt von W. Stein).
- Der Jüngling. Piper, München 1922 (Übersetzt von E. K. Rahsin).
- Ein Werdender. Martin Maschler, Berlin, S. 423 (ohne Jahresangabe um 1925,  Übersetzt von C. Hartz).
- Der Jüngling. 2. Auflage. Deutscher Taschenbuch Verlag, München 1981, ISBN 3-538-05049-X (Erstausgabe:  1979, Übersetzt von Marion Gras-Racić).
- Der Jüngling. 1. Auflage. Insel, Frankfurt am Main 1997, ISBN 3-458-33590-0 (Übersetzt von Hermann Röhl).
- Werdejahre, vollst. Ausg. Gütersloh (o. J.) übertragen von Hermann Röhl
- Ein grüner Junge. Amman Verlag, Zürich 2006 (Übersetzt von Swetlana Geier).

## Verfilmung
- Podrostok (Fernseh-Mehrteiler, UdSSR 1983), Regie: Jewgeni Iwanowitsch Taschkow, mit Andrei Jewgenjewitsch Taschkow in der Hauptrolle